# AK-105
Das AK-105 (russisch Автомат Калашникова АК-105 Awtomat Kalaschnikowa Modell 105) ist ein russisches Sturmgewehr im Kaliber 5,45 × 39 mm.

## Übersicht
Die AK-105 ist Teil der AK-100 Serie und basiert auf der AK-74M. Sie ist ursprünglich als Ersatz für das AKS-74U entwickelt worden. Die AK-105 ist eine Karabinerversion des AK-74M-Gewehrs mit kurzem Lauf. Die Waffe ist für Munition im Kaliber 5,45 × 39 mm ausgestattet. Die AK-105 ist im Wesentlichen ähnlich mit der AK-102, AK-104 und unterscheiden sich lediglich im Kaliber mit 5,56 × 45 mm bei der AK-102 bzw. 7,62 × 39 mm bei der AK-104 und der Art des verwendeten Magazins. Bei allen drei Waffen (AK-102, AK-104 und AK-105) handelt es sich um „kompakte“ Versionen der AK-101 (5,56 × 45 mm NATO), der AK-103 (7,62 × 39 mm) bzw. des AK-74M (5,56 × 39 mm), die im Vergleich etwas längere Läufe und Gaskolben verwenden.

## Technik
Die AK-105 verfügt im Gegensatz zum kürzeren Rahmenschaft des AKS-74U Gewehr über einen Polymerschaft, der sich zur linken Seite abklappen und arretieren lässt. Die Waffe verfügt über ein verstellbares, gezahntes hinteres Stangentenvisier, das in 100-m-Schritten von 100 bis 500 m kalibriert ist, das Korn ist höhenverstellbar. Die horizontale Einstellung wird vor der Freigabe im Werk durchgeführt.
Das 30-Schuss-Kurvenmagazin der Waffe kann sowohl aus Kunststoff als auch aus Metall bestehen. Das AK-105 Gewehr kann Einzel- oder Dauerfeuer schießen.

## Nutzer
- Aserbaidschan – Wird vom Grenzschutz verwendet.
- Brasilien – Das brasilianische Militär und die Strafverfolgungsbehörden haben die AK-105 übernommen, da sie für städtische Einsätze und zur Drogenbekämpfung geeignet ist.
- Indien – Die indische Armee hat das kompakte Gewehr für einige Spezialeinheiten übernommen.
- Kasachstan – Das kasachische Militär nutzt die AK-105 als Standard-Gewehr.
- Namibia – Wird von namibischen Marinestreitkräften verwendet.
- Russland – Im Dienst der russischen Armee und begrenzter Einsatz im Innenministerium und anderen Strafverfolgungsbehörden, einschließlich der Alpha-Gruppe des Föderalen Sicherheitsdienstes (FSB).
- Nordkorea – Lokal hergestellt als Typ-88-Karabiner, verwendet von Spezialeinheiten und Besatzung von gepanzertern Fahrzeugen.
- Syrien – Wird von einigen syrischen Spezialeinheiten verwendet.